# 石州川上窯業
株式会社石州川上窯業（せきしゅうかわかみようぎょう）は、かつて島根県浜田市に拠点を置く石州瓦の製造・販売などを行っていた企業。
石央セラミックスグループ(石央セラミックス協同組合)に参加し、また石州瓦工業組合に加盟していた。生産能力は月産180万枚。

## 事業所
- 本社
  - 島根県浜田市大金町イ742番地
- 熊本営業所
  - 熊本県宇城市松橋町豊福1594番地1

## 沿革
- 1952年（昭和27年）3月 - 有限会社川上窯業所を設立。
- 1993年（平成5年）6月25日 - 石央セラミックス協同組合の設立に参加。
- 1999年（平成11年）1月29日 - 石央瓦販売の設立に参加。
  - 株式会社石州川上窯業に組織変更。
- 2018年（平成30年）10月1日 - 松江地方裁判所浜田支部から破産手続開始決定を受ける[1]。